# Tournoi de go de Paris
 (avril 2016).
Le tournoi de go de Paris (Paris Toyota Open, puis Pandanet Paris Go Tournament...) est le plus grand tournoi français de jeu de go et le plus important tournoi en Europe[réf. nécessaire]. Il a été fondé en 1972.
D'année en année, le tournoi de Paris a connu une progression non négligeable de la participation[réf. souhaitée].
La Fédération française de go a réussi à en faire le lieu de la finale de la Coupe Européenne, permettant d'accueillir les meilleurs joueurs de toute l'Europe.

## Historique
En 2007, le joueur professionnel japonais Nakano Yasuhiro est venu remporter l'épreuve.
À partir de 2011, Pandanet a décidé de sponsoriser le Championnat européen de go par équipes et a donc mis fin au support de la Coupe européenne de go.
Le tournoi a également été le lieu à des évènements spéciaux, notamment la tenue de cours et activités pédagogiques de joueurs professionnels tels que Catalin Taranu, Kobayashi Chizu, Shigeno Yuki, Fan Hui, Cao Dayuan, Guo Juan, etc.
Lors des meilleures années, la participation au tournoi s'approcha des 400 participants, ce qui est un record pour une compétition de go européenne se déroulant sur 3 jours.
Pendant de nombreuses années, le tournoi s'est déroulé dans les locaux de la mairie du 13e arrondissement de Paris.
Grâce au club de go d'Aligre (Paris 12), le tournoi revient intramuros en 2013, accueilli par le Lycée Louis-le-Grand.
À partir de 2019 (malgré une interruption due au Covid), le tournoi est hébergé à l’ENS, rue d’Ulm.